# ريتشارد أركولوس
ريتشارد جون أركولوس هو عالم أسترالي في الصخور والبراكين، وكان سابقًا أستاذًا في كلية علوم الأرض في الجامعة الوطنية الأسترالية. تشمل اهتماماته البحثية ومجالات خبرته الكيمياء الجيولوجية غير العضوية، وعلم الصخور النارية، وعلم الصخور المتحولة، وعلم البراكين، وعلم المحيطات الكيميائي.
تخرج آركولوس بدرجة ممتاز في الجيولوجيا من جامعة دورهام عام 1970. ثم حصل على درجة الدكتوراه من نفس المؤسسة عام 1973. بعد الفترة التي قضاها في دورهام، كان زميلًا لما بعد الدكتوراه في معهد كارنيجي للعلوم ‏.

## حياة مهنية
خلال السبعينيات والثمانينيات وأوائل التسعينيات من القرن العشرين، شغل مناصب أكاديمية في الولايات المتحدة في جامعة رايس وجامعة ميشيغان، قبل أن ينتقل إلى أستراليا للعمل في جامعة إنجلترا الجديدة 
التحق أركولوس بالجامعة الوطنية الأسترالية كأستاذ شامل في عام 1994. قام بحملة ناجحة من أجل أستراليا للانضمام إلى برنامج الحفر المتكامل للمحيطات ‏ ثم شارك لاحقًا في عدد من الرحلات البحثية على متن آر في فرانكلين ومساحة آر في الجنوبية. عاد إلى دورهام في أكتوبر 2009، حيث كان زميلًا في معهد الدراسات المتقدمة حتى ديسمبر. في عام 2017، صرح بأن الثورات البركانية يمكن أن تحدث في ملبورن أو أوكلاند، وأشار إلى أن الثورات البركانية ربما تكون قد ساهمت في اندلاع الحرب في مصر القديمة.